# Rosa Montero
Rosa Montero Gayo (* 3. ledna 1951 Madrid) je španělská spisovatelka a novinářka. Napsala více než čtyřicet knih a je držitelkou řady ocenění za literaturu i za novinářskou práci

## Život a dílo
Narodila se jako dcera banderillera (toreadora) a ženy v domácnosti. V roce 1969 zahájila studium psychologie na Filozofické a literární fakultě Univerzity Complutense v Madridu (tehdy Univerzita v Madridu), v roce 1972 studium psychologie zanechala. V letech 1970-1975 studovala na Fakultě žurnalistiky Escuela Superior de Periodismo de Madrid, kde i promovala.
Spolupracovala s avantgardními divadelními skupinami mimo jiné s Tábano, v roce 1970 se podílela na jejich inscenaci Castañuela 70  Byla autorkou scénáře televizního seriálu z roku 1986 Media Naranja, který v roce 1988 získal v Argentině Cenu Martína Fierra za nejlepší zahraniční produkci. Napsala scénář k celovečernímu filmu La vieja dama, spolupracovala při tvorbě opery, která vycházela z jejího dystopického sci-fi románu Temblor.
Od roku 1970 pracovala jako televizní, novinová a časopisecká novinářka, její texty uveřejnily Fotogramas, Pueblo, Posible aj.. Od roku 1977 byla činná v deníku El País, kde působila v letech 1980-1981 jako šéfredaktorka nedělní přílohy. Uveřejňovala zde své rozhovory, například s Jásirem Arafatem, Indirou Gándhíovou, Richardem Nixonem..Své články publikovala v různých latinskoamerických novinách (Clarín (Argentina) nebo El Mercurio (Chile), stejně tak i v novinách evropských (Stern, Libération,The Guardian).
Hostovala jako profesorka ve Spojených státech amerických na Wellesley College a University of Virginia. Přednášela na Queen's University Belfast, vyučovala literaturu a žurnalistiku na School of Letters a na Contemporary School of Humanities v Madridu aj. V roce 2018 byla jmenována čestnou profesorkou Akademické katedry humanitních věd Pontificia Universidad Católica del Perú. V roce 2019 byla na Fakultě žurnalistiky Univerzity Miguela Hernándeze v Elche otevřena Aula Rosy Montero.
V roce 1979 vydala svůj první román Crónica del desamo. Následovaly další romány, k těm nejznámějším patří La hija del caníbal z roku 1997, za který získala téhož roku cenu Primavera de Novela a v roce 1998 cenu Círculo de Críticos de Chile. Román byl pod stejnojmenným názvem La hija del caníbal v roce 2003 zfilmován. Kniha La Loca de la casa vyhrála cenu Qué Leer 2003 za nejlepší knihu roku ve Španělsku, obdržela také cenu Grinzane Cavour za nejlepší zahraniční knihu vydanou v Itálii v roce 2004 a v roce 2006 získala ve Francii cenu Roman Primeur. Kniha Historia del rey transparente získala v roce 2005 cenu Qué Leer za nejlepší knihu roku a cenu Mandarache v roce 2007.
V roce 2003 vyšla esejistická kniha s autobiografickými prvky La loca de la casa (Tichý blázen). Jejím nejpřekládanějším románem se stal Instrucciones para salvar el mundo z roku 2008 V roce 2011 vyšel její první román s detektivní zápletkou Lágrimas en la lluvia, který později vyšel i v komiksové podobě. Román El peso del corazón se stejnou postavou vyšetřovatelky, androidem Brunou Husky vyšel v roce 2015 a v roce 2018 třetí román řady Los tiempos del odio. V roce 2013 vyšla kniha La ridícula idea de no volver a verte, která v roce 2014 získala cenu Crítica de Madrid. Román La buena suerte (Štěstí) vydala v roce 2020.
Kromě článků, rozhovorů (Cinco años de país, Entrevistas) a románů vydala také knihu povídek Amantes y enemigos, která v roce 1999 získala cenu Círculo de Críticos de Chile, dvě biografické eseje Historias de mujeres a Pasiones, příběhy pro děti, například El nido de los sueños.
Je držitelkou mnoha dalších ocenění a vyznamenání. V roce 1978 získala jako první žena cenu Manuel del Arco Interview, v roce 1981 cenu Nacional de las Letras Españolas za reportáže a literární články a v roce 2005 cenu Asociación de la Prensa de Madrid za celoživotní profesionální práci. V roce 2017 obdržela Nacional de las Letras Españolas  Je držitelkou titulu Doctor honoris causa uděleného Portorickou univerzitou a čestnou profesorkou Akademické katedry humanitních věd na Pontificia Universidad Católicadel Perú. Cenu Premio Festival Eñe 2022 obdržela jako uznání za celou svou kariéru.
V roce 2016 se zúčastnila Měsíce autorského čtení, které pořádalo nakladatelství Větrné mlýny v Brně a v Ostravě.. V roce 2023 byla hostem festivalu Svět knihy v Praze.